# Mission Force One - Connetti e proteggi
Mission Force One - Connetti e proteggi (Mission Force One - Connect and protect) è lo spin-off di Miles dal futuro che, in precedenza era una serie di cortometraggi trasmessi dal 5 settembre 2017 sull'app di Disney Junior e adesso è una serie animata trasmessa in Nord America su Disney Channel e Disney Junior dal 16 ottobre dello stesso anno prodotta dalla DQ Entertainment, Wild Canary Animation e Disney Junior Original Productions e distribuita dalla Disney ABC Domestic Television. In Italia verrà trasmessa nel 2018 su Disney Junior.

## Trama
Miles lavora ancora alla TTA e adesso, come leader della squadra fondatrice, la Mission Force One, si trova sempre al fianco di Merc, di sua sorella maggiore Loretta e dei loro amici Haruna, Blodger e Mirandos. Insieme cercano di impedire ai crudeli Nemesystem di rubare i pezzi già costruiti.